# Сніжана Бабкіна
Сніжана Бабкіна (до шлюбу Вартанян; нар. 8 липня 1985, Харків) — українська акторка театру та кіно, танцюристка, менеджерка Сергія Бабкіна. Учасниця 5-го сезону шоу Танці з зірками.

## Життєпис
Народилася 8 липня 1985 року у місті Харків, Україна. Тут провела дитинство та юність.
З дитинства займалася танцями: спочатку 13 років бальними, потім - сучасними, а саме верхнім брейком.
У 2002 році поїхала до Києва, де вступила до Київського Національного університету театру, кіно і телебачення. Після закінчення ВУЗу в 2007 році почала працювати у Вільному театрі та в Новому драматичному театрі на Печерську. Пізніше повернулася до Харкова.
Починаючи з серпня 2007 року, працювала в харківському театрі «Театр 19», де познайомилася зі співаком Сергієм Бабкіним. До 2013 року була задіяна в трьох постановках «Театру 19»: «ЧМО», «Наш Гамлет» і «(Самий) легкий спосіб кинути палити». Потім в «Театрі 19» перестав грати Бабкін, за ним пішла і Вартанян.
Після цього акторка почала грати в театрі "Прекрасные цветы" (рос.), що працює в унікальному безсловесному жанрі фанк-футуризм, використовуючи пластику тіла та політ думки. Крім вистав в Україні, «Прекрасные цветы» брали участь у театральних фестивалях Коста-Рики, Німеччини, Польщі, Азербайджану. На сьогодні Бабкіна задіяна в постановках «Жир» та «Dracula».
Крім цього, є менеджеркою Сергія Бабкіна. В 2017 та 2018 роках була представлена в номінації «Найкращий менеджмент» української музичної премії YUNA.

## Особисте життя
З другим чоловіком Сергієм Бабкіним познайомилася в серпні 2007 року, коли приєдналася до «Театру 19».
11 травня 2008 року відбулось вінчання, 27 березня 2009 шлюб.
В 2010 році народила доньку Веселину.  Має сина Артура від першого шлюбу. 
18 червня 2019 року народила сина Єлисея.

## Фільмографія
| Рік  | Назва                                 | Роль          | Джерело |
| ---- | ------------------------------------- | ------------- | ------- |
| 2008 | Розыгрыш (рос.)                       | саму себе     | [ 6 ]   |
| 2014 | Олександр Довженко. Одеський світанок | Юлія Солнцева | [ 7 ]   |
| 2019 | 11 дітей з Моршина                    |               |         |

## Телебачення
Бере участь у четвертому сезоні шоу «Танці з зірками» разом з Сергієм Бабкіним, в підсумку посіли 5-те місце. У першому епізоді пара отримала перемогу, обійшовши всіх інших учасників.

## Відзнаки
| Рік  | Премія              | Номінація                    | Результат | Примітки |
| ---- | ------------------- | ---------------------------- | --------- | -------- |
| 2017 | Музична премія YUNA | Найкращий менеджмент артиста | Номінант  | [ 3 ]    |
| 2018 | Музична премія YUNA | Найкращий менеджмент артиста | Номінант  |          |